# Felix Ruml
Felix Ruml (* 26. April 1993 in München) ist ein deutscher Fußballtorhüter. Er stand zuletzt bei der SpVgg Unterhaching unter Vertrag.

## Karriere
Felix Ruml entstammt dem Nachwuchs des FC Bayern München, für den er bis 2011 zunächst in der U-17-Bundesliga und später in der A-Junioren-Bundesliga spielte. Seine erste Station im Seniorenbereich war die FT Starnberg 09, die er nach einem halben Jahr wieder verließ. Im Sommer 2012 schloss er sich dem TSV 1860 München an, bei dem er dem U-23-Kader in der Regionalliga Bayern angehörte. Er wechselte 2013 zu Wacker Burghausen und war dort ebenfalls für die zweite Mannschaft aktiv, die in der Bayernliga spielte. Nach einem Jahr als deren Stammtorwart verpflichtete ihn im Sommer 2014 der Drittligist SpVgg Unterhaching als Ersatz von Stammtorhüter Michael Zetterer. Sein Profidebüt gab er am 27. September 2014 im Heimspiel gegen den VfL Osnabrück, als Zetterer in der 73. Minute wegen einer Notbremse des Feldes verwiesen wurde. Ruml wurde für Feldspieler Sascha Bigalke eingewechselt und konnte den anschließenden Elfmeter von Nicolas Feldhahn nicht abwehren. Letztlich verlor Unterhaching das Spiel mit 3:4. Während der folgenden Sperre Zetterers folgten zwei weitere Einsätze. Einmal vertrat Ruml den Stammtorhüter aufgrund eines grippalen Infekts.
Nachdem Zetterer in der Winterpause zu Werder Bremen gewechselt war, erhielt zunächst Stefan Marinovic auf der Torwartposition den Vorzug. Am 31. Spieltag, diesmal im Auswärtsspiel gegen den VfL Osnabrück, kehrte Ruml ins Tor zurück, nachdem sich Marinovic bei einem Foul verletzt hatte und bereits nach sechs Minuten ausgewechselt werden musste. In den folgenden fünf Spielen blieb er in der Startformation. Dies war auch für die Partie des vorletzten Spieltages gegen Preußen Münster so vorgesehen, doch bei der Anreise zum Stadion geriet Ruml in einen Stau und traf mit Verspätung zur Besprechung ein. Daraufhin nahm ihn Trainer Claus Schromm aus disziplinarischen Gründen aus dem Kader und ersetzte ihn durch den A-Jugendlichen Yannik Oettl. Im abschließenden Spiel bei Rot-Weiß Erfurt, das Unterhaching mit 0:1 verlor, womit der Abstieg aus der 3. Liga besiegelt war, saß Ruml auf der Bank; Oettl spielte erneut von Beginn an.